# روبرت موراي (سياسي أمريكي)
روبرت موراي (بالإنجليزية: Robert Murray)‏ هو قاضي ومحامي وسياسي أمريكي، ولد في 29 يونيو 1959 في بانجور في الولايات المتحدة. حزبياً، نشط في الحزب الديمقراطي. وقد انتخب عضو مجلس ولاية مين.